# Bondo (Kenya)
Bondo è un centro abitato del Kenya situato nella contea di Siaya.